# گینجرول
گینجرول (به انگلیسی: Gingerol) با فرمول شیمیایی C۱۷H۲۶O۴ یک ترکیب شیمیایی با شناسه پاب‌کم ۴۴۲۷۹۳ است. که جرم مولی آن ۲۹۴٫۳۸ g/mol می‌باشد. 